# Enkelomättat fett
Ett enkelomättat fett är ett fett där de ingående fettsyrorna är enkelomättade, det vill säga att det finns en, och endast en, dubbelbindning i deras kolkedjor. Ett exempel på en enkelomättad fettsyra är oljesyra. Enkelomättade fetter finns i bland annat olivolja och rapsolja. Enkelomättat fett har en lägre smältpunkt än mättat fett och är oftast i flytande form i rumstemperatur.